# Ван Хукке, Гейс
Гейс ван Хукке (нидерл. Gijs Van Hoecke; род. 12 ноября 1991 в Генте, Бельгия) — бельгийский трековый и шоссейный велогонщик, выступающий c 2019 года за команду Мирового тура «CCC Team». Чемпион мира на треке в мэдисоне.

## Карьера

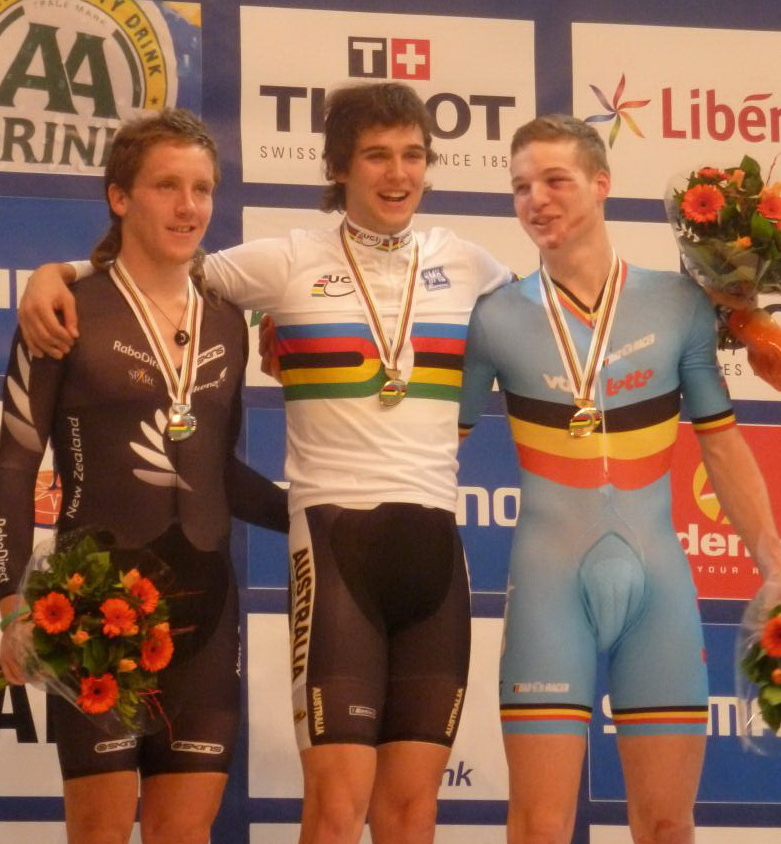
Ван Хукке (справа, с разбитым лицом) на подиуме чемпионата мира 2011

Гейс ван Хукке начал заниматься велоспортом в 13 лет, бросив футбол. Через год он стал 3-м в скретче на чемпионате Бельгии своей возрастной категории. Выигравший эту гонку Тош Ван дер Санде в будущем стал напарником Гейса в мэдисоне на международных соревнованиях. Через год Ван Хукке показал тот же результат в скретче и выиграл мэдисон. В 2008 году он четырежды становился вторым на юниорском чемпионате страны, и вместе с Ван дер Санде взял серебряную медаль в мэдисоне юниорского чемпионата мира. На следующем мировом первенстве Гейс повторил этот результат с Йохеном де Вером. В том же сезоне он выиграл юниорский чемпионат Бельгии в омниуме и успешно проехал несколько шоссейных гонок, в том числе одержав победу на юниорской Джиро делла Тоскана.
С 2010 года Ван Хукке стал участвовать в молодёжных гонках (U23). В омниуме молодёжного чемпионата Европы того года Гейс уступил только Яну Досталю, который старше бельгийца почти на 4 года. Весной 2011 года Ван Хукке взял первую награду взрослого чемпионата мира, в омниуме. В последнем заезде первого дня он упал и получил многочисленные ссадины. Однако во второй день Гейс не только стартовал, но и в итоге поднялся на 3-е место. В августе он выиграл шоссейный Тур Антверпена, а в октябре стал вторым на молодёжной Париж — Тур. Через месяц Ван Хукке первенствовал на этапе Кубка мира в скретче. На чемпионате мира 2012 он стартовал в трёх дисциплинах, и добился успеха в мэдисоне. Вместе с Кенни де Кетеле они завоевали золотые медали, на 6 очков обойдя британцев.
Мэдисон убрали из олимпийской программы начиная с 2012 года, и в Лондоне, как и на чемпионате мира, Ван Хукке стартовал в командной гонке преследования и омниуме. В первом соревновании бельгийцы не прошли квалификацию, а в омниуме Гейс стал только 15-м из 18. После индивидуальной неудачи 20-летний спортсмен пошёл в бар и напился до такого состояния, что не мог стоять. Снимки, как его тащат в такси товарищи, напечатала The Mirror, присудившая Ван Хукке «золото» в «вечеринкинге» (англ. partying). Национальные Олимпийский комитет и федерация велоспорта были вынуждены выпустить заявление с осуждением произошедшего.

## Достижения

### Трек
2010
2-й  Омниум, Чемпионат Европы U23
2011
3-й  Омниум, Чемпионат мира
2012
1-й  Мэдисон, Чемпионат мира (с Кенни Де Кетеле)
2-й Шесть дней Гента (с Кенни Де Кетеле)
Чемпионат Европы U23
2-й  Мэдисон (с Яспером де Бёйстом)
3-й  Командное преследование
2013
1-й Шесть дней Амстердама (с Кенни Де Кетеле)
2-й  Мэдисон, Чемпионат Европы (с Кенни Де Кетеле)
3-й Шесть дней Гента (с Кенни Де Кетеле)
2015
2-й Шесть дней Гента (с Кенни Де Кетеле)
3-й Шесть дней Лондона (с Ильо Кейссе)

### Шоссе
2011
2-й Париж — Тур U23
2012
3-й Тур Зеландии
2013
2-й Гран-при Крикельона
2014
1-й Велотрофей Йонга Мар Мудига
2015
1-й  Бойцовская классификация Энеко Тур
8-й Велотрофей Йонга Мар Мудига
10-й Стер ЗЛМ Тур
10-й Тур Лимбурга
2016
6-й Тур Дании
8-й Стер ЗЛМ Тур

### Гранд Туры
| Гранд-Тур00000 00000 000 | 2018 |
| Джиро д'Италия           | 122  |
| Тур де Франс             | —    |
| Вуэльта Испании          | —    |

| —   | Не участвовал  |
| DNF | Не финишировал |